# Interleptomesochra elongata
Interleptomesochra elongata är en kräftdjursart. Interleptomesochra elongata ingår i släktet Interleptomesochra och familjen Ameiridae. Inga underarter finns listade i Catalogue of Life.